# Trehörningsskogens naturreservat
Trehörningsskogens naturreservat är ett naturreservat i Vallentuna och Österåkers kommuner i Stockholms län.
Området är naturskyddat sedan 2000 och är 179 hektar stort. Reservatet omfattar höjder, stup, dalar, våtmarker och sjöar. Reservatet består av gammal granskog, tallskog och barrblandskog.